# Boombal
Boombal is een Vlaamse organisatie voor folkbals. Live folkmuziek met voorafgaande dansinitiatie zorgt voor laagdrempelige hedendaagse dansfeesten. Een gewoon boombal wil zoveel mogelijk mensen van het folk-evenement laten genieten: initiatie met 2 groepen (of 1 groep en een dj). Een Boombal intiem geeft ruimte aan meer ervaren dansers (minder reclame, geen initiatie en vaak muziekgroepen met minder bekende dansjes).

## Geschiedenis
In 2000 wilden accordeonleerlingen hun aangeleerde dansmelodieën brengen voor publiek brengen. Muziekleraar Wim Claeys organiseerde met onder meer Cor Van Istendael en Harrie Mol een eerste dansfeest met live muziek in een oud meubelatelier in de Boomstraat in Gent, vandaar de latere naam Boombal. In het begin beperkt het danspubliek zich tot een vijftal koppels, maar in 2001 moest het gebeuren verhuizen naar het grotere Volkshuis aan de Dampoort. In 2002 was de groep aangegroeid tot 200 dansers en verhuisde naar de kelderzaal van het intercultureel ontmoetingscentrum De Centrale (Gent) en kreeg Boombal voor het eerste opgenomen in het programma van de Gentse Feesten. In 2003 kwam er een eerste samenwerking met het Festival Dranouter tot die in 2008 werd stopgezet.
In november 2003 bestond Boombal uit meer dan 250 dansers waardoor de groep opnieuw verhuisde naar de Turbinezaal op dezelfde locatie. Frederik Claeys (aka Klesie, geen familie van Wim) wilde professionaliseren en folk uit het verdomhoekje halen. In 2004 neemt hij de dagelijkse werking en het management van groepen op zich. Terwijl zijn broer Lieven focust op de organisatie in Gent, werd een maandelijks boombal gelanceerd in Leuven, Brugge en Gooik. In 2005 volgen het Brussels Hoofdstedelijk Gewest en Antwerpen met een tweemaandelijkse editie in Leuze-en-Hainaut en het kasteel van Anthée.
Het fenomeen Boombal werd genomineerd bij de Vlaamse Cultuurprijs voor Cultureel Erfgoed 2005 en won de Klara-publieksprijs. Als gevolg daarvan komt het gebeuren drie uur lang live op antenne onder de noemer Radio Boombal. In 2006 kwam er een jaarlijks boombal in Lommel en Genk. Boombal blijft actief in Gent en op festivals zoals Mano Mundo, Labadoux, Beleuvenissen en Sfinks.

### Boombalfestival
In 2005 organiseert Wim een TLS-Boombal (Tune Learning Session) met lessen samenspel voor jonge muzikanten onder leiding van ervaren muzikanten. Samen met Johannes Gobyn dachten Lieven en Frederik aan een vijfdaagse dans- en muziekstage met ’s avonds goede dansgroepen uit binnen- en buitenland. Het idee groeide uit tot een volwaardig festival dankzij een VRT televisiespot en Bart Peeters op de affiche. De festivalweide in Lovendegem is omgeven door torenhoge populieren en oude knotwilgen. Het groeide snel uit tot hét volksdansfestival van België en kent een bijzonder goede reputatie in het buitenland. Op Europees vlak mag het zich zelfs reeds bij de ‘grote 4’ rekenen, samen met Gennetines in Frankrijk, Andanças in Portugal en Gran Bal Trad in Italië. Op 1 januari 2008 is Wim Claeys 'met slaande deuren' vertrokken.

## Cd's
- 2006 (Home Records): compilatie van de beste tracks uit twee jaar liveopnames van de Gentse Feesten (bij het Waalse ‘Home Records’)
- 2008 (Universal): een bloemlezing (inter)nationale folkdansmuziek met zowel populaire artiesten (Yann Tiersen, Laïs), jonge artiesten (Sakura, Surpluz), en oude rotten (Kadril, Ambrozijn).